# フォート・エンシェント文化

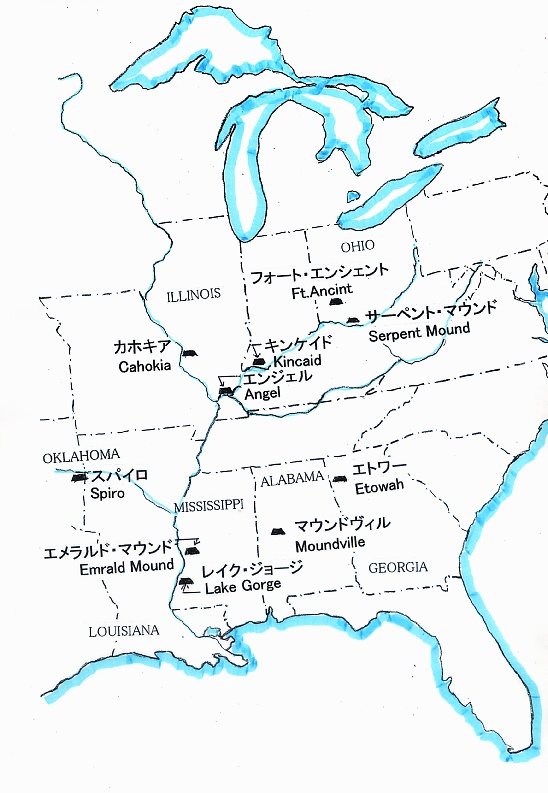
ミシシッピ文化、フォート・エンシェント文化の遺跡分布図

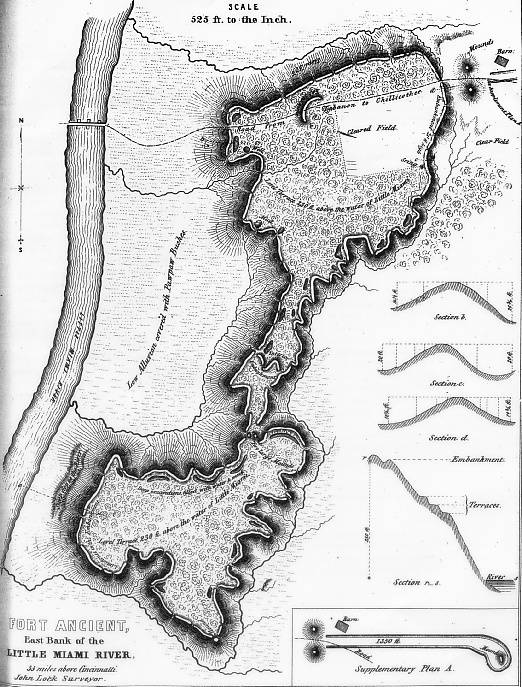
フォート・エンシェント遺跡

フォート・エンシェント文化（英: Fort Ancient）は、北米、オハイオ州を中心にケンタッキー州東部、ウェストバージニア州西部に紀元900年～1550年頃まで繁栄し、1750年頃まで細々と続いた文化である。

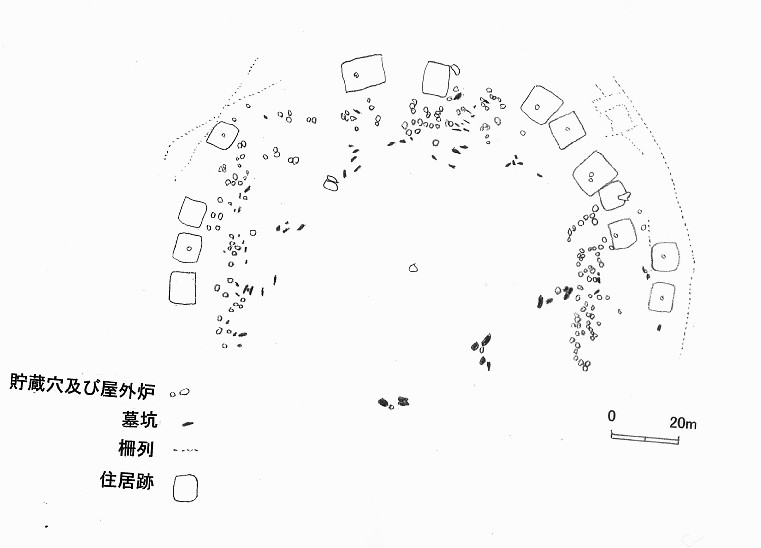
サン・ウォッチ遺跡の集落。住居が「プラザ」を囲んでいる様子がわかる。

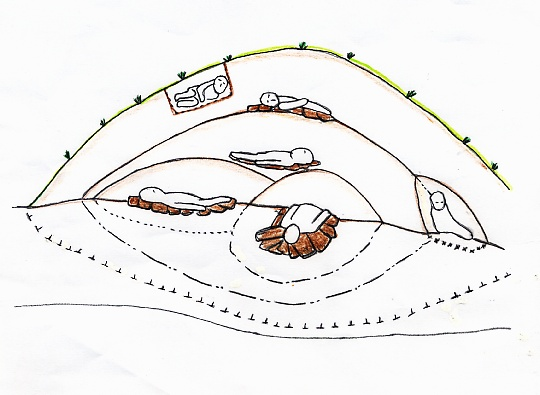
サーペント･マウンドに見るフォート・エンシェント期の埋葬状況